# Gerard Martijn
Gerardus Hendrikus (Gerard) Martijn (Nijmegen, 13 januari 1929 – Deurne, 28 mei 2017) was een Nederlands politicus van de KVP en later het CDA.
Aan het begin van zijn carrière was hij werkzaam bij het telegraafkantoor van de Nederlandse Spoorwegen. Verder was hij actief bij de Katholieke Arbeidersjeugd (KAJ) en had hij bestuursfuncties zoals bij de Katholieke Arbeidersbeweging (KAB) die in 1964 veranderde in het Nederlands Katholiek Vakverbond (NKV). In 1968 werd hij voorzitter van het provinciaal centrum van het NKV in Noord-Brabant, wat hij tot 1977 zou blijven. Bij de Provinciale Statenverkiezingen van 1970 werd hij voor de KVP gekozen tot Statenlid, en van 1967 tot 1973 was hij bestuurslid van het Centraal Ziekenfonds (CZ).
In februari 1977 werd Martijn benoemd tot burgemeester van Bakel en Milheeze, wat hij tot februari 1992 zou blijven. Ook daarna bleef hij actief betrokken bij bedevaarten met zieken naar Lourdes, wat hij al sinds 1954 deed. In 2004 werd hij benoemd tot ereburger van Lourdes. In 2014 verscheen het boek 'Samen naar Lourdes 1928-2013' dat hij gezamenlijk met Annemiek Olden geschreven had. Na zijn burgemeesterschap verhuisde hij naar Deurne, waar hij in 2017, na geruime tijd ziek te zijn geweest, op 88-jarige leeftijd overleed.